# Primordial
För en vetenskaplig betydelse, se Primordiala svarta hål
Primordial är ett irländskt folk-/black metal-band som bildades 1987. Deras svenska debutframträdande skedde på Sweden Rock Festival 2008. Bandet släppte sitt tionde studioalbum Exile Amongst The Ruins via Metal Blade 30 mars 2018.

## Medlemmar
Nuvarande medlemmar
- Pól MacAmlaigh – basgitarr (1987– )
- Ciáran MacUiliam – gitarr (1987– )
- A.A. Nemtheanga (Alan Averill) – sång (1991– )
- Simon O'Laoghaire – trummor (1997–2002, 2003–2010, 2010– )
- Micheál O'Floinn – gitarr (2002– )

Tidigare medlemmar
- Derek "D." MacAmlaigh – trummor (1987–1997)
- Feargal Flannery – gitarr (1987–1997)

Turnerande medlemmar
- Dave McMahon – basgitarr (2003)
- Steve Hughes – trummor (2003)
- Gerry Clince – gitarr (2003, 2008)
- Cathal Murphy – trummor (2010)
- Gareth Averill	– trummor (2010)

## Diskografi
Demo
- 1993 – Dark Romanticism... Sorrow's Bitter Harvest...
- 1994 – Demo

Studioalbum
- 1995 – Imrama
- 1998 – A Journey's End
- 2000 – Spirit the Earth Aflame
- 2002 – Storm Before Calm
- 2005 – The Gathering Wilderness
- 2006 – Primordial / Mael Mórdhal Sentinel Records
- 2007 – To the Nameless Dead
- 2011 – Redemption at the Puritan's Hand
- 2014 – Where Greater Men Have Fallen
- 2018 – Exile Amongst the Ruins

Livealbum
- 2016 – Gods to the Godless

EP
- 1999 – The Burning Season
- 2018 – Heathen Legacy

Samlingsalbum
- 2004 – Dark Romanticism
- 2017 – A Heathen's Anthology (8 x kassett box)

Video
- 2010 – All Empires Fall	 (2xDVD)

Annat
- 1996 – "To Enter Pagan MCMXCVI" (Primordial) / "Scarlet Heavens" (Katatonia) (delad singel)
- 2005 – "The Soul Must Sleep" (Primordial) / "Cluain Tarḃ" (Mael Mórdha) (delad singel)